# طائر نوء ماديران

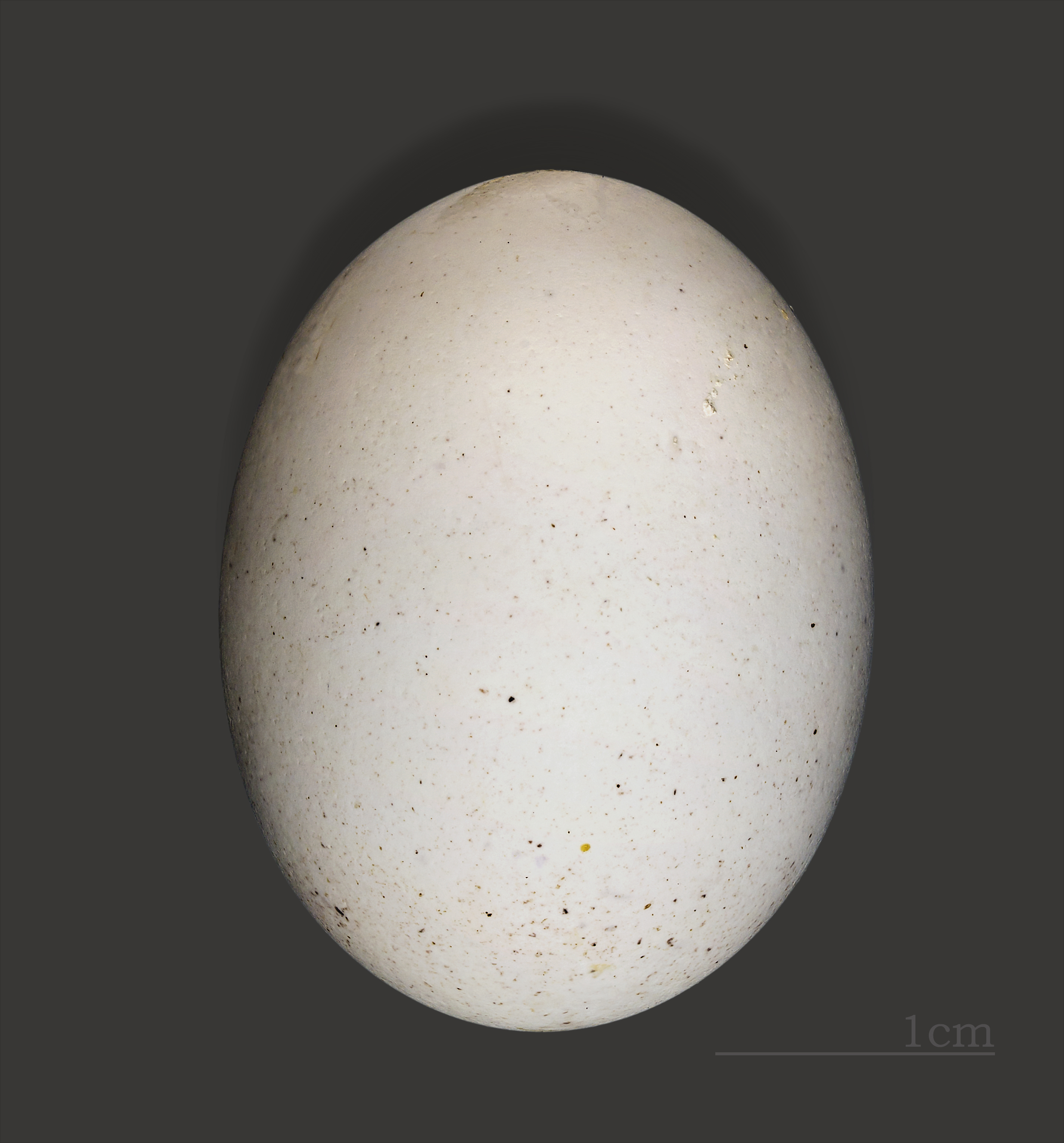
البيضة.

طائر نوء ماديران (الاسم العلمي:   Oceanodroma  castro) (بالإنجليزية: Band-rumped  Storm  Petrel)‏ هو طائر ينتمي إلى طيور النوء (فصيلة: Hydrobatidae).